# Barry Dagger
Barry Edward Dagger, född 19 maj 1937 i Grantham, är en brittisk före detta sportskytt.
Dagger blev olympisk bronsmedaljör i luftgevär vid sommarspelen 1984 i Los Angeles.